# Sposobny (1941)
El destructor Sposobny (en ruso: Способный, lit. 'Capaz') fue uno de los dieciocho destructores de la clase Storozhevoy (conocida oficialmente como Proyecto 7U) construidos para la Armada Soviética a finales de la década de 1930. Aunque comenzó la construcción como un destructor de la clase Gnevny, el Sposobny se completó en 1941 con el diseño modificado del Proyecto 7U y se asignó a la Flota del Mar Negro.
Durante los asedios de Odesa y Sebastopol en 1941-1942, el buque escoltó convoyes hacia y desde esas ciudades y brindó apoyo de fuego naval a los defensores. El Sposobny chocó contra una mina a principios de 1942 y tuvo que ser remolcado de regreso al puerto para su reparación. Fue nuevamente dañado por bombas mientras aún estaba en reparación en abril de 1942 y estas no se completaron hasta mediados de 1943. Después de un intento fallido de interceptar los convoyes alemanes frente a Crimea, el buque y otros dos destructores fueron atacados por aviones alemanes. Después de repetidos ataques, los otros dos destructores fueron hundidos primero y el Sposobny fue hundido posteriormente mientras intentaba rescatar a los supervivientes.

## Diseño y descripción
Originalmente construido como un buque de la clase Gnevny, el Sposobny y sus buques gemelos se completaron con el diseño modificado del Proyecto 7U después de que Iósif Stalin, Secretario General del Partido Comunista de la Unión Soviética, ordenara que estos últimos se construyeran con las calderas dispuestas en escalón, en lugar de estar enlazadas como en los destructores de la clase Gnevny, de modo que el barco aún pudiera moverse con una o dos calderas desactivadas.
Al igual que los destructores de la clase Gnevny, los destructores del Proyecto 7U tenían una eslora de 112,5 metros y una manga de 10,2 metros, pero tenían un calado reducido de 3,98 metros a plena carga. Los barcos tenían un ligero sobrepeso, desplazando 1727 toneladas con carga estándar y 2279 toneladas a plena carga. 
La tripulación de la clase Storozhevoy ascendía a 207 marineros y oficiales en tiempo de paz, pero aumentó a 271 en tiempo de guerra, ya que se necesitaba más personal para operar el equipo adicional. Cada buque tenía un par de turbinas de vapor con engranajes, cada una impulsando una hélice, diseñada para producir 54.000 C.V en el eje utilizando vapor de cuatro calderas de tubos de agua, que los diseñadores esperaban superaría los 37 nudos (69 km/h) de velocidad de los Project 7 porque había vapor adicional disponible. El propio Sposobny solo alcanzó los 36,8 nudos (68,2 km/h) durante sus pruebas de mar en 1943. Las variaciones en la capacidad de fueloil significaron que el alcance de los destructores de la clase Storozhevoy varió de 1380 a 2700 millas náuticas (2560 a 5000 km) a 19 nudos (35 km/h): el Sposobny alcanzaba las 1380 millas náuticas (2.560 km) a 20 nudos (37 km/h).
Los buques de la clase Storozhevoy montaban cuatro cañones B-13 de 130 milímetros en dos pares de monturas individuales superfuego a proa y popa de la superestructura. La defensa antiaérea corría a cargo de un par de cañones 34-K AA de 76,2 milímetros en monturas individuales y tres cañones AA 21 K de 45 milímetros, así como cuatro ametralladoras simples DK o DShK AA de 12,7 milímetros. Llevaban seis tubos lanzatorpedos de 533 mm en dos montajes triples giratorios en medio del barco. Los buques también podían transportar un máximo de 58 a 96 minas y 30 cargas de profundidad. Estaban equipados con un juego de hidrófonos Marte para la guerra antisubmarina, aunque estos eran inútiles a velocidades superiores a tres nudos (5,6 km/h).

### Modificaciones
Durante las reparaciones de 1942-1943, como resultado de la necesidad de aumentar el armamento AA (antiaéreo) debido a los ataques aéreos, los cañones de 45 mm a bordo del Sposobny fueron reemplazados por siete cañones 70-K AA de 37 milímetros, además de dos cañones gemelos -montajes de cañón para ametralladoras Browning M2 de 12,7 mm y dos lanzadores de carga de profundidad BMB-1.  También recibió el sonar británico Asdic (designado Drakon-128 por los soviéticos), obtenido a través de la Ley de Préstamo y Arriendo durante este período.

## Historial de combate
El Sposobny se construyó en el Astillero N.º 200 en los astilleros Nikoláiev en la ciudad ucraniana de Mikolaiv el 7 de julio de 1936 como un destructor clase Gnevny con el nombre de Podvizhny. Fue relevado como un destructor del Proyecto 7U el 7 de marzo de 1939 y botado el 30 de septiembre de ese año. El barco pasó a llamarse Sposobny el 25 de septiembre de 1940 y el hielo le abolló el casco, mientras se sometía a pruebas de mar, en enero antes de encallar mientras era remolcado por un rompehielos. 
Después de las oportunas reparaciones en Odesa, el Sposobny llegó a Sebastopol para las pruebas en los astilleros el 1 de marzo de 1941, y las pruebas de aceptación estatales comenzaron el 13 de abril. Fue comisionada en la Flota del Mar Negro el 24 de junio de 1941, dos días después de que el inicio de la invasión alemana de la Unión Soviética pusiera fin a las pruebas.  Inmediatamente el Sposobny fue asignada a la 3ª División de Destructores del Destacamento de Fuerzas Ligeras de la flota junto con los destructores de su misma clase ya completados. Durante sus primeros dos meses de servicio, el destructor escoltó transportes, mientras su tripulación perfeccionaba su entrenamiento.

### Sitios de Odesa y Sebastopol
El 21 de agosto, fue asignado para brindar apoyo a los defensores de Odesa, su primera operación de combate. El 7 de septiembre, el Sposobny y el destructor Boyky escoltaron al comandante de la Flota del Mar Negro, el vicealmirante Filipp Oktyabrsky, a bordo del destructor Járkov, a Odesa. Mientras estaban presentes, los tres barcos bombardearon a las tropas rumanas con el Sposobny disparando 28 proyectiles de sus armas principales. Cuatro días después, el barco disparó 49 proyectiles contra objetivos rumanos. Durante este período, también gastó 64 rondas de 76 mm y 135 rondas de 45 mm contra aviones del Eje.
Del 16 al 21 de septiembre, el destructor ayudó a escoltar los transportes que transportaban a la 157.ª División de Fusileros a Odesa. A principios de noviembre, el Sposobny comenzó a escoltar los convoyes de suministros y tropas hacia y desde la cercada Sebastopol y dar fuego de apoyo a las tropas soviéticas con su armamento principal. Sufrió daños menores por una tormenta el 27 de noviembre, disparando 292 proyectiles entre el 4 y el 8 de diciembre y 329 proyectiles entre el 23 y el 24 de diciembre contra las posiciones alemanas que sitiaban Sebastopol. Entre el 28 y el 30 de diciembre, cubrió los desembarcos anfibios en Kerch y Feodosia, todos esos desembarcos constituyen parte de la batalla de la península de Kerch, un costoso y fallido intento de levantar el sitio de Sebastopol y expulsar completamente a los alemanes de la península de Crimea.
El Sposobny transportó suministros desde Novorossíisk a Sebastopol el 1 de enero de 1942 y bombardeó a las tropas del Eje cerca de Feodosia dos días después. El 4 de enero, el destructor escoltó al crucero ligero Krasny Kavkaz a Tuapsé después de haber sido gravemente dañado por varios Junkers Ju-87 alemanes.
El Sposobny desembarcó 217 soldados del 226.º Regimiento de Fusileros de Montaña reforzado de la 63.ª División de Fusileros de Montaña en Sudak el 6 de enero y disparó noventa y cinco proyectiles de 130 mm en apoyo del desembarco. El día 8, mientras transportaba a 300 soldados a Feodosia, chocó contra una mina soviética que dañó su proa, matando a 20 tripulantes y 86 soldados. Los ejes de la hélice resultaron desalineados por la explosión y un tornillo perdió las palas cuando se enganchó en la proa que se hundía, a pesar de los daños en el casco. El buque pudo avanzar por sus propios medios, primero hacia Novorossiysk, aunque al día siguiente tuvo que ser remolcado por el destructor Zheleznyakov. El 10 de abril, mientras estaba en reparación en Novorossiysk, resultó gravemente dañado por esquirlas de bombas que provocaron la explosión de varios proyectiles de 130 mm, lo que inició varios incendios, matando a 41 hombres e hiriendo a 45.
El barco fue remolcado a Tuapsé el 22 de abril por el Nezamozhnik, donde se iniciaron las reparaciones por el Astillero n.º 201, evacuado de Sebastopol. La producción de una nueva quilla comenzó el 24 de junio, pero el avance alemán hacia el Cáucaso (véase Operación Fall Blau) obligó a la evacuación del astillero a Poti, donde el Sposobny fue remolcado por el remolcador de rescate Mercurio entre el 9 y el 12 de agosto. La nueva quilla llegó el 7 de septiembre y se le sujetó en dique seco a finales de año. Sacado del dique seco el 29 de diciembre, el destructor volvió al servicio después de completar las reparaciones a mediados de mayo de 1943. Desde mediados hasta finales de 1943, escoltó transportes y otros buques de guerra, incluido el crucero ligero Krasny Kavkaz, entre bases. Junto con el destructor Boyky y su gemelo el destructor Soobrazitelny, partió de Batumi el 26 de agosto para colocar minas frente a la costa controlada por el Eje, pero regresó a la base después de ser descubierto en ruta por un avión de reconocimiento alemán.

### Hundimiento

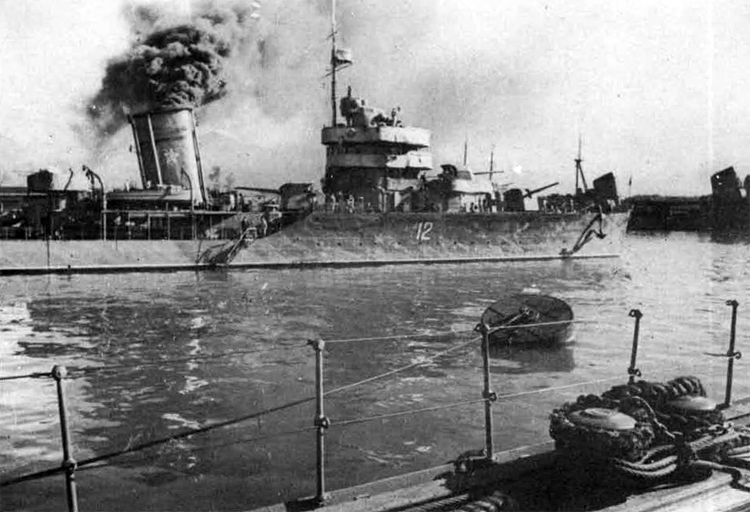
El destructor Járkov atracado en el puerto de Sebastopol

Junto con el Boyky y el Besposhchadny, el barco hizo un intento fallido el 30 de septiembre de interceptar los transportes alemanes que evacuan a las tropas y el equipo de la cabeza de puente de Kuban (véase batalla de Kuban). 
Durante la noche del 5 al 6 de octubre, el Járkov y los destructores Besposhchadny y Sposobny intentaron interceptar los convoyes de evacuación alemanes frente a la costa de Crimea, pero nuevamente fracasaron. El Járkov bombardeó a Yalta y Alushta mientras los dos destructores más pequeños navegaban al vapor para hacer lo mismo con Feodosia. El último par fue atacado por cinco lanchas torpederas alemanes de la 1ª Flotilla S-Boat en ruta. Los alemanes no pudieron dañar ninguno de los destructores y el Sposobny reclamó un impacto de uno de sus cañones de 45 mm en el S-45.
De camino a casa, los tres barcos fueron avistados por aviones de reconocimiento alemanes y atacados por bombarderos en picado Junkers Ju 87 Stuka de III./StG 3 a partir de la mañana del 6 de octubre. el Járkov resultó dañado por un primer ataque y tuvo que ser remolcado por el Sposobny. El segundo ataque dañó gravemente al Besposhchadny a pesar de la cobertura de los cazas soviéticos, con lo que el Sposobny tuvo que remolcar de forma alternativa a los dos destructores. La tripulación del Járkov logró que una caldera volviera a funcionar alrededor de las 14:00, pero una tercera incursión diez minutos más tarde hundió al Besposhchadny y dejó sin energía a bordo del Sposobny con dos impactos cercanos. Su tripulación logró volver a poner el buque en marcha media hora después, pero el siguiente ataque hundió el Járkov a las 15:37. El Sposobny pasó dos horas rescatando a los supervivientes, Hasta que también fue hundido por una quinta oleada de aviones alemanes, que se anotaron tres impactos directos. Cientos de marineros se perdieron con los tres barcos, y el incidente llevó a Stalin a emitir una orden que prohibía el uso de barcos del tamaño de un destructor o más grandes sin su permiso expreso.
El 6 de octubre de 1943, debido al fiasco de la incursión y a las graves pérdidas sufridas por la Flota del Mar Negro, el almirante Lev Vladímirski fue destituido del puesto de comandante de la Flota del Mar Negro y reducido en rango militar a contraalmirante.